# Cryptophagus cellaris
Cryptophagus cellaris es una especie de escarabajo del género Cryptophagus, familia Cryptophagidae. Fue descrita científicamente por Scopoli en 1763.
Habita en Europa, el norte de Asia (excepto China) y en Norteamérica donde es una especie introducida. Mide 2.2–2.7 mm, habita en alimentos almacenados en bodegas, además se ha registrado en barcos cargueros de origen canadiense que transportan alimentos (trigo, harina, frijoles, entre otros).